# 两栖动物减少问题

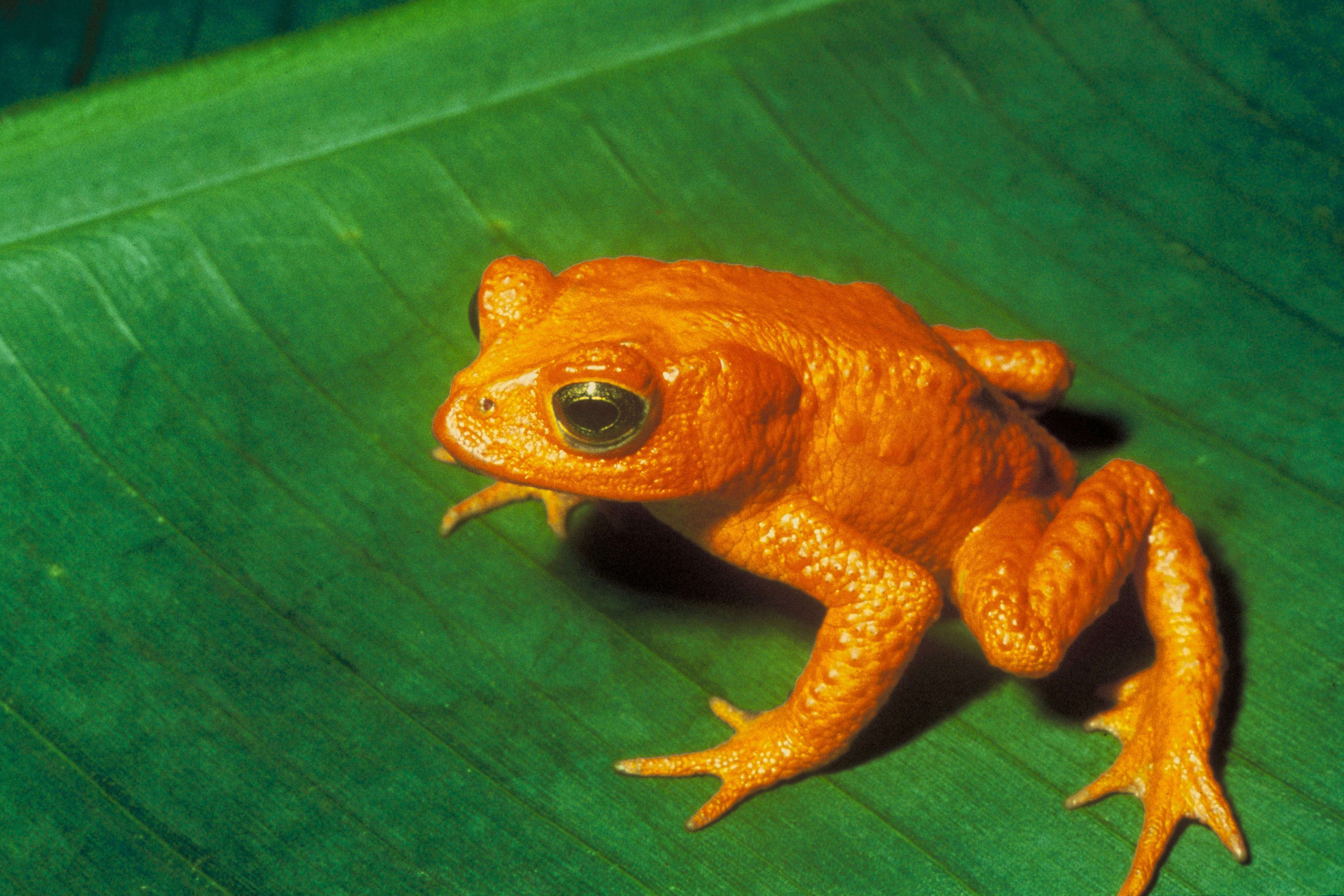
哥斯达黎加蒙泰韦尔德的金蟾蜍是两栖动物种群数量减少的第一批受害者之一。它们的种群数量在从前相当充沛，然而它们最后一次出现是在1989年。

自1980年代以来，世界各地的两栖动物种群都面臨数量减少的問題，包括局部大规模灭绝，被认为是对全球生物多样性最严重的威胁之一。
尽管科学家早在1950年代就开始观察到几种欧洲两栖动物物种数量的减少，但直到1980年代人们才意识到这一现象是个全球性问题，并随后将其归类为现代大规模灭绝。到1993年，分布在五大洲的500多种青蛙和蝾螈数量均在减少。2007年一篇研究表明蛙壶菌的重新出现可能是两栖动物种群数量总体下降的主要原因，而2018年一篇发表在《科学》上的论文证实了这一点。
该减少的几个次要原因包括其他疾病、栖息地破坏和改变、开发、污染、农药的使用、引进物种以及紫外线B辐射。然而，人们对两栖动物数量减少的许多原因仍知之甚少，因此该主题目前是许多正在进行的研究的主题。基于灭绝率的计算表明，目前两栖动物的灭绝率可能是背景灭绝率的211倍，如果将濒临灭绝的物种也包括在内，估计会达到25,000至45,000倍。

## 背景

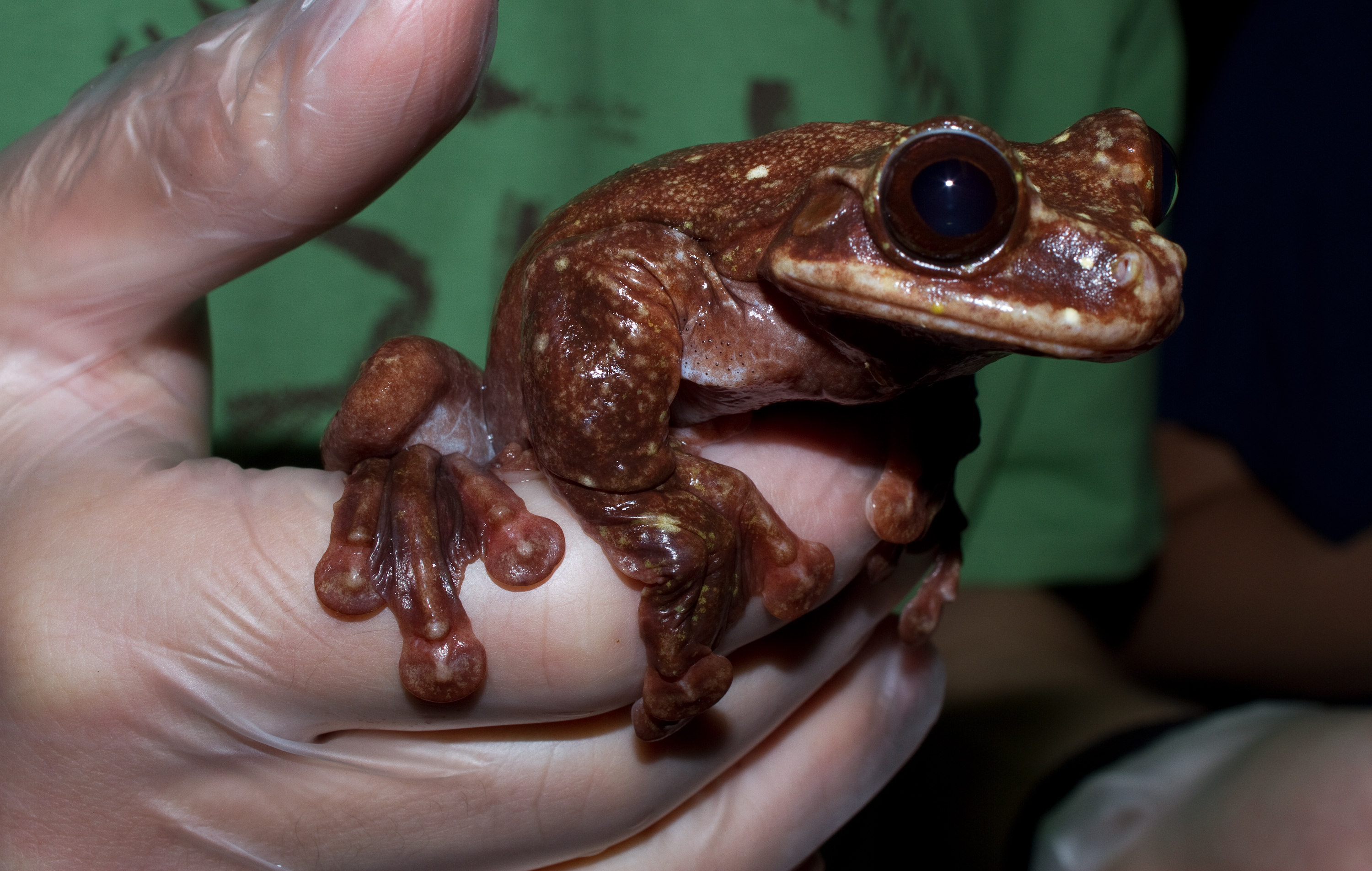
亚特兰大植物园中的一只成年雄性巴拿马树蛙，该物种在其原生栖息地受到蛙壶菌的破坏。它是该物种中最后一个已知的幸存成员，随着它于2016年9月28日死亡，该物种被认为已经灭绝。

在过去的三十年中，世界范围内的两栖动物（包括青蛙、蟾蜍、蝾螈和蚓螈）种群数量均出现下降。在2004年，首次全球两栖动物种群评估——全球两栖动物评估——的结果公布。研究发现，32%的物种在全球范围内受到威胁，至少43%的物种正在经历某种形式的种群减少，自1980年以来，有9至122个物种已经灭绝。截至2010年，包含全球两栖动物评估并持续更新的IUCN红色名录将650种两栖动物列为“极危物种”，35种列为“灭绝”。尽管这些物种面临着高风险，但最近的证据表明，公众对这个问题和其他环境问题越来越漠不关心，这给自然资源保护主义者和环境工作者带来了严重的困扰。
栖息地丧失、疾病和气候变化被认为是近年来两栖动物种群数量急剧下降的原因。美国西部、中美洲、南美洲、澳大利亚东部和斐济的灭绝状况尤其严重（尽管世界范围内都出现了两栖动物灭绝的案例）。虽然人类活动导致世界大部分生物多样性丧失，但两栖动物似乎比其他类别的生物遭受更大的影响。由于两栖动物通常有两个阶段的生命周期，即水生（幼体）和陆生（成体）阶段，因此它们对陆地和水生环境影响都很敏感。由于它们的皮肤具有高度渗透性，因此它们可能比鸟类或哺乳动物等其他生物更容易受到环境中毒素的影响。许多科学家认为，两栖动物就像“煤礦裡的金絲雀”，它们的种群和物种的减少表明其他动植物群很快就会面临危险。
两栖动物数量的下降在1980年代末首次得到广泛认识。当时众多两栖爬行动物学家报告称，他们注意到全球两栖动物数量的下降。在这些物种中，哥斯达黎加蒙泰韦尔德特有的金蟾蜍最为突出。它一直是科学研究的主题，直到1987年种群数量突然锐减，到1989年完全消失。由于这些物种位于原始的蒙泰韦尔德云雾森林保护区，并且这些灭绝与当地人类活动无关，因此引起了生物学家的特别关注。

## 初始怀疑
当两栖动物数量减少在1980年代末首次作为保护问题提出时，一些科学家仍然不相信该问题的现实性和严重性。。然而，自从最初的怀疑以来，生物学家已经达成共识，认为两栖动物种群数量的减少对生物多样性构成了真正且严重的威胁。这一共识是随着监测两栖动物种群的研究数量的增加、对缺乏明显原因的原始地点的大规模死亡的直接观察以及两栖动物种群数量下降实际上是全球性的等认识而出现的。

### 栖息地破壞
栖息地的改变或破坏是影响全世界两栖动物物种的最引人注目的问题之一。这是因为两栖动物通常需要水生和陆地栖息地才能生存，因此对任一栖息地的威胁都会影响其种群数量。因此，两栖动物可能比只需要一种栖息地类型的生物更容易受到栖息地改变的影响。大规模的气候变化可能会进一步改变水生栖息地，阻止两栖动物完全产卵。当栖息地因栖息地改变而被隔离时，例如当一小片森林完全被农田包围时，就会发生栖息地破碎化。在这些碎片中生存的小种群往往容易因为环境的微小波动而发生近亲繁殖、遗传漂变或灭绝。外来捕食者和竞争者也会影响两栖动物在其栖息地的生存能力。由于休闲钓鱼而放养非本地鱼类鳟鱼，通常栖息在内华达山脉湖泊的黄腿山蛙数量有所下降。正在发育的蝌蚪和青蛙大量被捕食。这种对青蛙三年变态的干扰正在导致整个生态系统的衰退。
有证据表明化学污染物会导致青蛙发育畸形（多余的四肢或畸形的眼睛）。污染物对青蛙有不同的影响。有些会改变中枢神经系统；有些则导致激素的产生和分泌中断。实验研究还表明，接触常用除草剂如草甘膦（商品名农达）或杀虫剂如马拉硫磷或甲萘威会大大增加蝌蚪的死亡率。其他研究表明，两栖动物的陆生成年阶段也容易受到农达中非活性成分的影响，特别是POEA（一种表面活性剂）。尽管某些种类的青蛙的性别逆转也会在原始环境中自然发生，但某些类雌激素污染物可以强制诱发这些变化。瑞典乌普萨拉大学实验室进行的一项研究表明，在欧洲和美国，暴露于天然水体中存在的类雌激素污染物水平的青蛙中，超过50%都变成了雌性。即使接触最弱浓度的雌激素，蝌蚪变成雌性的可能性也会增加两倍，而接受最重剂量的对照组几乎所有蝌蚪都变成雌性。虽然大多数农药的影响可能是局部的，并且仅限于农业附近的地区，但美国西部内华达山脉的证据表明，农药正在长距离进入原始地区，包括加利福尼亚州的优胜美地国家公园。

### 氣候變化
一些证据表明，臭氧可能是导致全球两栖动物数量减少的一个因素，与许多其他生物一样，由平流层的臭氧层破坏和其他因素导致的紫外线B（UVB）辐射增加可能会损害两栖动物的DNA，尤其是它们的卵。。研究人员对三打以上的两栖动物进行了研究，来自北美、欧洲和澳大利亚的作者在同行评审期刊上发表了40多篇出版物，报告了其严重影响。用于确定紫外线B对卵阶段影响的实验封闭方法受到了批评；例如，卵块被放置在比自然产卵典型地点的水深浅得多的地方。虽然紫外线B辐射是两栖动物的重要应激源，但它对卵阶段的影响可能被夸大了。
人为气候变化可能对两栖动物的减少产生了重大影响。例如，在蒙泰韦尔德云雾森林，一系列异常温暖的年份导致金蟾蜍等两栖动物大规模消失。尽管灭绝的直接原因是蛙壶菌，但气候变化也在灭绝中发挥了关键作用。研究人员将这种微妙的联系纳入了他们的包容性气候相关流行病假说中，该假说承认气候变化是哥斯达黎加和其他地方两栖动物灭绝的关键因素。新的证据表明，全球变暖也能够直接削弱蟾蜍的身体状况和生存能力。此外，这种现象常常与地貌改变、污染和物种入侵相结合，导致两栖动物灭绝。

### 疾病
许多微生物与两栖动物的大规模死亡或数量下降有关，包括嗜水气单胞菌、蛙病毒和蛙壺菌。目前尚不完全清楚为什么这些微生物引發的疾病突然开始影响两栖动物种群，但一些证据表明这些微生物可能是由人类传播的，或者与其他环境因素结合时可能更具毒性。

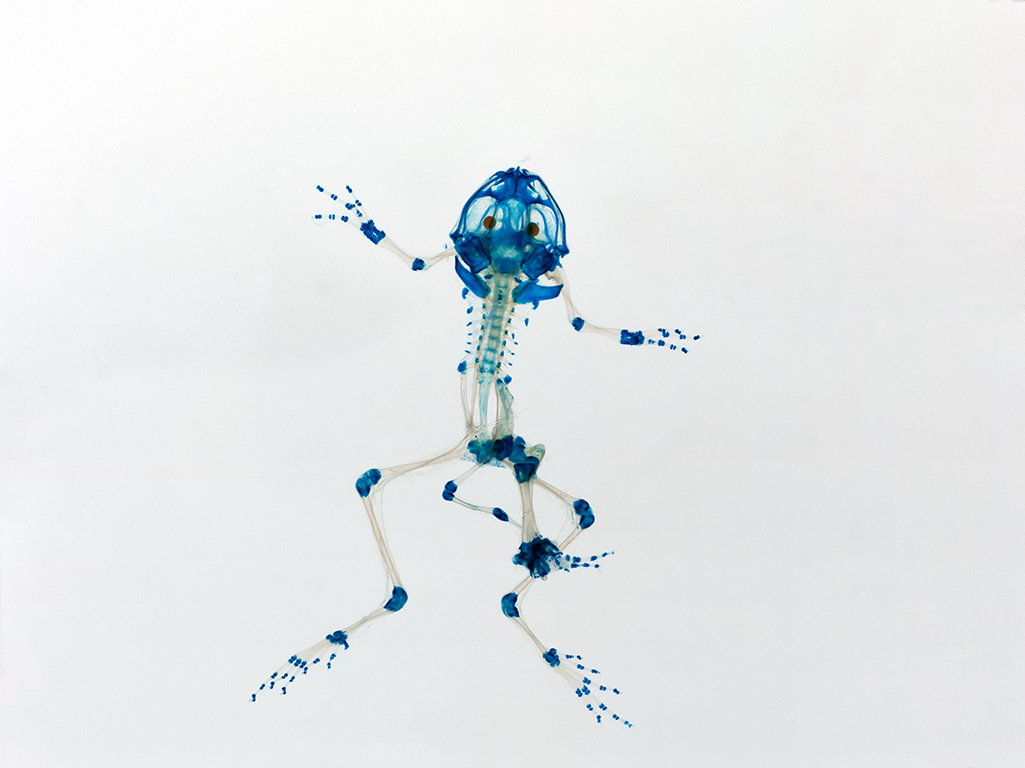
被吸虫包囊感染的具有多余肢体的太平洋树蛙（Pseudacris regilla），来自俄勒冈州德舒特县拉派恩，1998-9。这种“I类”畸形（多肢症）被认为是由吸虫包囊感染引起的。软骨被染成蓝色，钙化骨头被染成红色。

有大量证据表明，寄生吸虫导致了一些地区两栖动物的发育异常和种群数量下降。一项研究表明，农业和牧场活动中使用的高浓度营养物质会加剧寄生虫感染，导致北美各地池塘和湖泊的青蛙畸形。研究表明，氮和磷含量的增加会导致吸虫数量急剧增加，而这些寄生虫随后会在蝌蚪发育中的四肢中形成包囊，导致四肢缺失、多肢和其他严重畸形，包括多出第五、六肢甚至没有肢。 

## 保护措施
对两栖动物数量下降报告的第一个回应是于1990年成立了两栖动物种群数量减少特别工作组（DAPTF）。DAPTF领导了加强两栖动物数量监测的工作，以确定问题的严重程度，并成立了工作组来研究不同的问题。
这项研究的大部分内容都用于第一份全球两栖动物评估的制作中，该评估于2004年发布，根据IUCN红色名录标准评估了每种已知的两栖动物物种。研究发现，大约三分之一的两栖动物物种面临灭绝的威胁。由于这些令人震惊的发现，2005年召开了两栖动物保护峰会，因为人们认为“在不设计和推动应对这一全球危机的情况下记录两栖动物的减少和灭绝在道德上是不负责任的”。
两栖动物保护峰会的成果包括第一个两栖动物保护行动计划（ACAP），以及将DAPTF和全球两栖动物专家组合并为IUCN SSC两栖动物专家组（ASG）。ACAP担心时间和能力不足，建议立即将所有相关物种纳入异地育种计划。2007年2月16日，世界各地的科学家齐聚美国亚特兰大，成立了一个名为两栖动物方舟计划的组织，通过启动圈养繁殖计划，帮助拯救6,000多种两栖动物免遭灭绝。总体而言，从2007年到2019年的行动呼吁，育种计划数量增加了57%，以及增加了77个物种。
一个关键问题是如何为两栖动物设计保护区，为其生存提供合适的条件。由于两栖动物近亲繁殖，通过利用保护区进行的保护工作通常是解决种群数量减少和灭绝问题的临时解决方案。对当地人民进行保护两栖动物的教育也相当重要，同时也要制定地方保护立法并限制有毒化学品的使用，包括在敏感的两栖动物地区使用一些化肥和杀虫剂。